# سيدا دودوركيفا
سيدا دودوركاييفا هي امرأة شيشانية ومواطنة روسية تم القبض عليها في تركيا باعتبارها إرهابية مزعومة. وهي أرملة قائد الجورجيين الشيشاني البارز الدولة الإسلامية، أبو عمر الشيشاني. وهي أيضًا ابنة الرئيس السابق البارز لدائرة الهجرة في الشيشان، آسو دودوركاييف.

## السيرة الذاتية
وقد أثارت هجرتها إلى سوريا للزواج من الشيشاني واعتقالها لاحقًا في تركيا اهتمامًا صحفيًا واسع النطاق. وأدت الفضيحة الناتجة إلى إقالة والدها من منصبه.
طالب أبو نور الدين رستموف الإرهابي الحكومة التركية بالإفراج عن سيدا دودوركاييفا. رفضت حكومة التركية الأمر ووضعتها على قائمة المطلوبين. تم اعتقال أبو نور الدين رستموف في جورجيا